# Colonia Alemana
Colonia Alemana é uma junta de governo da província de Entre Ríos, na Argentina.